# Gustavo Neffa
Gustavo Alfredo Neffa Rodríguez (Asunción, 3 novembre 1971) è un ex calciatore paraguaiano, di ruolo attaccante.

## Carriera

### Club
Neffa iniziò la sua carriera con l'Olimpia Asunción all'età di 16 anni vincendo 2 campionati nazionali in due anni. Nel 1989, notato dalla Juventus, fu prelevato e girato in prestito alla Cremonese, in cui restò per tre stagioni (due in A e una in B) segnando tre gol.
Nel 1992 fece ritorno in Sud America, giocando tra gli altri con gli argentini del Boca Juniors e successivamente costretto a diversi stop per infortuni, nel 2000 sbarcò negli USA come calciatore-allenatore nelle file del Dallas Burn, ritirandosi alla fine della stagione.

### Vita privata
Sposato con la tennista Rossana de los Ríos, con cui ha avuto una figlia (Ana Paula Neffa de los Ríos, che ha seguito le orme materne).

### Nazionale
Neffa ha militato anche nel Paraguay, con cui ha disputato le qualificazioni al campionato del mondo 1990 e il torneo olimpico di Barcellona 1992, durante il quale conobbe sua moglie. Sempre con la nazionale paraguaiana, ha partecipato anche a due edizioni di Copa América, nel 1989 e nel 1991, totalizzando complessivamente 15 presenze e 4 reti.

## Palmarès

### Club
- Campionato paraguaiano: 3

Club Olimpia: 1988, 1989, 1999
- Copa de Oro: 1

Boca Juniors: 1993
- Campionato argentino: 1

Boca Juniors: 1992-1993

## Curiosità
- Il cantante Neffa scelse il suo nome d'arte proprio in omaggio al calciatore. Si sono conosciuti grazie a un amico di Gustavo e sono diventati buoni amici.[4]

## Statistiche

### Cronologia presenze e reti in nazionale
| Cronologia completa delle presenze e delle reti in nazionale ― Paraguay | Cronologia completa delle presenze e delle reti in nazionale ― Paraguay | Cronologia completa delle presenze e delle reti in nazionale ― Paraguay | Cronologia completa delle presenze e delle reti in nazionale ― Paraguay | Cronologia completa delle presenze e delle reti in nazionale ― Paraguay | Cronologia completa delle presenze e delle reti in nazionale ― Paraguay | Cronologia completa delle presenze e delle reti in nazionale ― Paraguay | Cronologia completa delle presenze e delle reti in nazionale ― Paraguay |
| Data                                                                    | Città                                                                   | In casa                                                                 | Risultato                                                               | Ospiti                                                                  | Competizione                                                            | Reti                                                                    | Note                                                                    |
| ----------------------------------------------------------------------- | ----------------------------------------------------------------------- | ----------------------------------------------------------------------- | ----------------------------------------------------------------------- | ----------------------------------------------------------------------- | ----------------------------------------------------------------------- | ----------------------------------------------------------------------- | ----------------------------------------------------------------------- |
| 1-7-1989                                                                | Salvador                                                                | Paraguay                                                                | 5 – 2                                                                   | Perù                                                                    | Coppa America 1989 - 1º turno                                           | 1                                                                       | 86’                                                                     |
| 5-7-1989                                                                | Salvador                                                                | Paraguay                                                                | 1 – 0                                                                   | Colombia                                                                | Coppa America 1989 - 1º turno                                           | -                                                                       | 88’                                                                     |
| 7-7-1989                                                                | Salvador                                                                | Paraguay                                                                | 3 – 0                                                                   | Venezuela                                                               | Coppa America 1989 - 1º turno                                           | 1                                                                       |                                                                         |
| 9-7-1989                                                                | Recife                                                                  | Brasile                                                                 | 2 – 0                                                                   | Paraguay                                                                | Coppa America 1989 - 1º turno                                           | -                                                                       | 46’                                                                     |
| 12-7-1989                                                               | Rio de Janeiro                                                          | Uruguay                                                                 | 3 – 0                                                                   | Paraguay                                                                | Coppa America 1989 - 2º turno                                           | -                                                                       |                                                                         |
| 14-7-1989                                                               | Rio de Janeiro                                                          | Brasile                                                                 | 3 – 0                                                                   | Paraguay                                                                | Coppa America 1989 - 2º turno                                           | -                                                                       |                                                                         |
| 16-7-1989                                                               | Rio de Janeiro                                                          | Argentina                                                               | 0 – 0                                                                   | Paraguay                                                                | Coppa America 1989 - 2º turno                                           | -                                                                       | 59’                                                                     |
| 27-8-1989                                                               | Asunción                                                                | Paraguay                                                                | 2 – 1                                                                   | Colombia                                                                | Qual. Mondiali 1990                                                     | -                                                                       |                                                                         |
| 10-9-1989                                                               | Asunción                                                                | Paraguay                                                                | 2 – 1                                                                   | Ecuador                                                                 | Qual. Mondiali 1990                                                     | -                                                                       | 67’                                                                     |
| 17-9-1989                                                               | Barranquilla                                                            | Colombia                                                                | 2 – 1                                                                   | Paraguay                                                                | Qual. Mondiali 1990                                                     | -                                                                       | 25’                                                                     |
| 24-9-1989                                                               | Guayaquil                                                               | Ecuador                                                                 | 3 – 1                                                                   | Paraguay                                                                | Qual. Mondiali 1990                                                     | 1                                                                       |                                                                         |
| 6-7-1991                                                                | Santiago del Cile                                                       | Paraguay                                                                | 1 – 0                                                                   | Perù                                                                    | Coppa America 1991 - 1º turno                                           | -                                                                       | 69’                                                                     |
| 10-7-1991                                                               | Santiago del Cile                                                       | Paraguay                                                                | 5 – 0                                                                   | Venezuela                                                               | Coppa America 1991 - 1º turno                                           | 1                                                                       |                                                                         |
| 12-7-1991                                                               | Concepción                                                              | Argentina                                                               | 4 – 1                                                                   | Paraguay                                                                | Coppa America 1991 - 1º turno                                           | -                                                                       |                                                                         |
| 14-7-1991                                                               | Santiago del Cile                                                       | Cile                                                                    | 4 – 0                                                                   | Paraguay                                                                | Coppa America 1991 - 1º turno                                           | -                                                                       | 68’                                                                     |
| Totale                                                                  |                                                                         | Presenze                                                                | 15                                                                      |                                                                         | Reti                                                                    | 4                                                                       |                                                                         |